# Langues ibaniennes
Les langues ibaniennes (parfois ibaniques du calque anglais Ibanic) sont un sous-groupe des langues malaïques, elles-mêmes un rameau de la branche malayo-polynésienne, de loin la plus importante dans la famille des langues austronésiennes.

Extension des langues malaïques. Les langues ibaniennes sont en orange.

Les langues ibaniques, au nombre de 6, sont parlées en Indonésie et en Malaisie, dans la partie occidentale de l'île de Bornéo :
- balau (Sarawak, Malaisie),
- iban (Sarawak),
- mualang (Sarawak),
- remun (Kalimantan, Indonésie),
- seberuang (Kalimantan),
- sebuyau (Sarawak).